# Frizon (tryggt rum)
För andra betydelser, se Frizon.

En upp- och nervänd rosa triangel, omgiven av en grön cirkel, används som symbol för att symbolisera sympati med HBTQ-rättigheter och en frizon mot kränkningar.

En frizon eller tryggt rum är en miljö eller plats där en utsatt person kan känna trygghet och få utbyta erfarenheter. Den används bland annat inom HBTQ-världen, och även kvinnojourer med deras skyddade boenden kan fungera som sådana frizoner.
Begreppet används även för att visa att en lärare, utbildningsinstitution eller studentsammanslutning inte tolererar kränkningar eller trakasserier (bland annat gentemot HBTQ-individer) och att man därmed vill skapa en säker plats för dessa. Termen har även utsträckts till att omfatta en plats för alla marginaliserade, där de kan utbyta erfarenheter, typiskt inom ett universitetsområde. Begreppet och företeelsen har kritiserats för att motarbeta yttrandefrihet.

## Olika länder

### Kanada
Frizoner (positive spaces eller safe spaces – "trygga rum"), finns vid flera universitet i Kanada, bland annat McGill University, University of Toronto, University of British Columbia och Queen's University.

### Storbritannien
Under 2015 ledde det ökande inrättandet av frizoner vid brittiska universitet till diskussioner där företeelsen anses begränsa yttrandefriheten och olika politiska åsikter.
I april 2016 skedde en omröstning vid studentkåren vid Edinburgh University om huruvida studenten Imogen Wilson skulle förvisas från ett möte i en frizon då hon ansågs ha brutit mot reglerna för frizonen, eftersom hon gestikulerat på ett sätt som upplevdes som negativt. Hon hade sträckt upp handen för att protestera mot ett påstående som fällts om henne av en annan talare. Omröstningen utföll till hennes favör med siffrorna 33-18 och hon fortsatte delta i mötet.
Den brittiske skådespelaren Stephen Fry, som själv är homosexuell, har fördömt frizoner och begreppet aktivator eftersom han anser att dessa utgör ett förtryck mot yttrandefriheten och hindrar individens emotionella utveckling.

### USA
I USA kom ursprungsidén till frizoner från kvinnorörelsen, där den "innebär en viss frihet att tala och agera, att skapa kollektiv styrka och att skapa motståndsstrategiger... en metod snarare än en åtgärd, och inte bara en fysisk plats, utan en mötesplats för kvinnor i behov av gemenskap." De första frizonerna var gay-barer och så kallade medvetandegrupper, consciousness raising groups.
År 1989 utvecklade organisationen Gay & Lesbian Urban Explorers (GLUE) ett frizonsprogram. Vid träffarna, där man bland annat organiserade så kallad diversity training och hade arbetsmöten om antihomofobiska frågor, delade man även ut magneter med en upp- och nervänd rosa triangel (då en symbol för AIDS Coalition to Unleash Power), omgiven av en grön cirkel som skulle symbolisera allmän acceptans. Man tillfrågade också "heterosexuella personer att sätta upp magneterna för att visa att man sympatiserade med HBTQ-invididers rättigheter och för att dessa skulle göra sina arbetsplatser till frizoner, fria från homofobi".
Advocates for Youth definierar en frizon som "en plats där vem som helst kan koppla av och känna sig fri att uttrycka sig själv, utan rädsla för att känna sig obekväm, ovälkommen eller utsatt bara på grund av sitt kön, ras, etnicitet, sexuell läggning, könsidentitet eller -uttryck, kulturell bakgrund, ålder, eller fysiskt eller psykiskt handikapp; en plats där reglerna är till för att slå vakt om varje individs självrespekt, värdighet och känslor, och för att uppmuntra alla att respektera andra".
Generellt sett kan frizoner vara individer eller organisationer som stödjer frizoner för anställda och HBTQ-studenter. De kan erbjuda utbildning för personalen i relevanta frågor, ta med frizonsbegreppet i sin verksamhetsbeskrivning, utveckla och anslå sin värdegrund i lokalerna, på internet eller i tryckt form, eller, om man är en del av en större organisation, uppmana moderorganisationen att göra detsamma.